# Áreas protegidas de Kazajistán

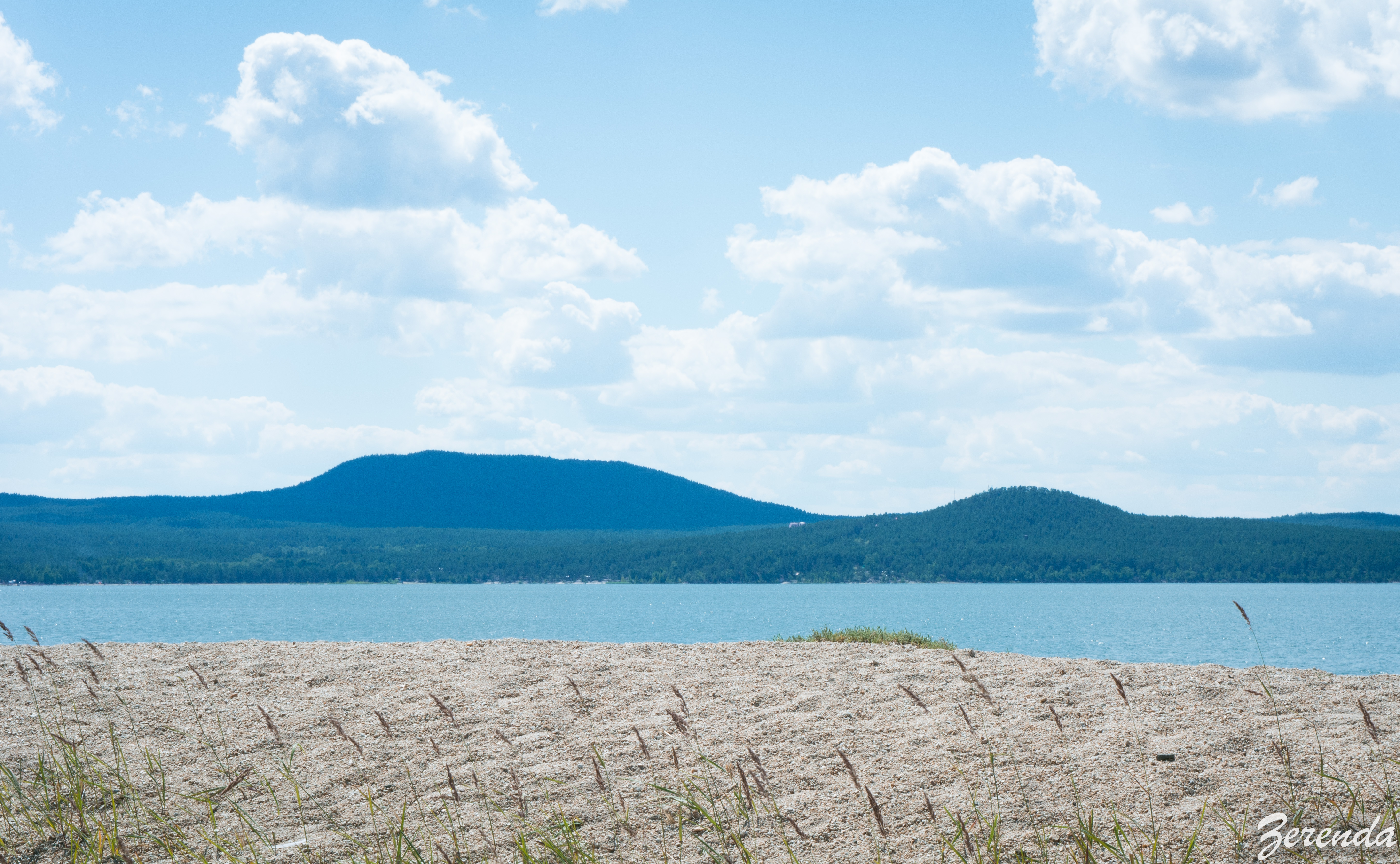
Parque nacional de Kokxetau

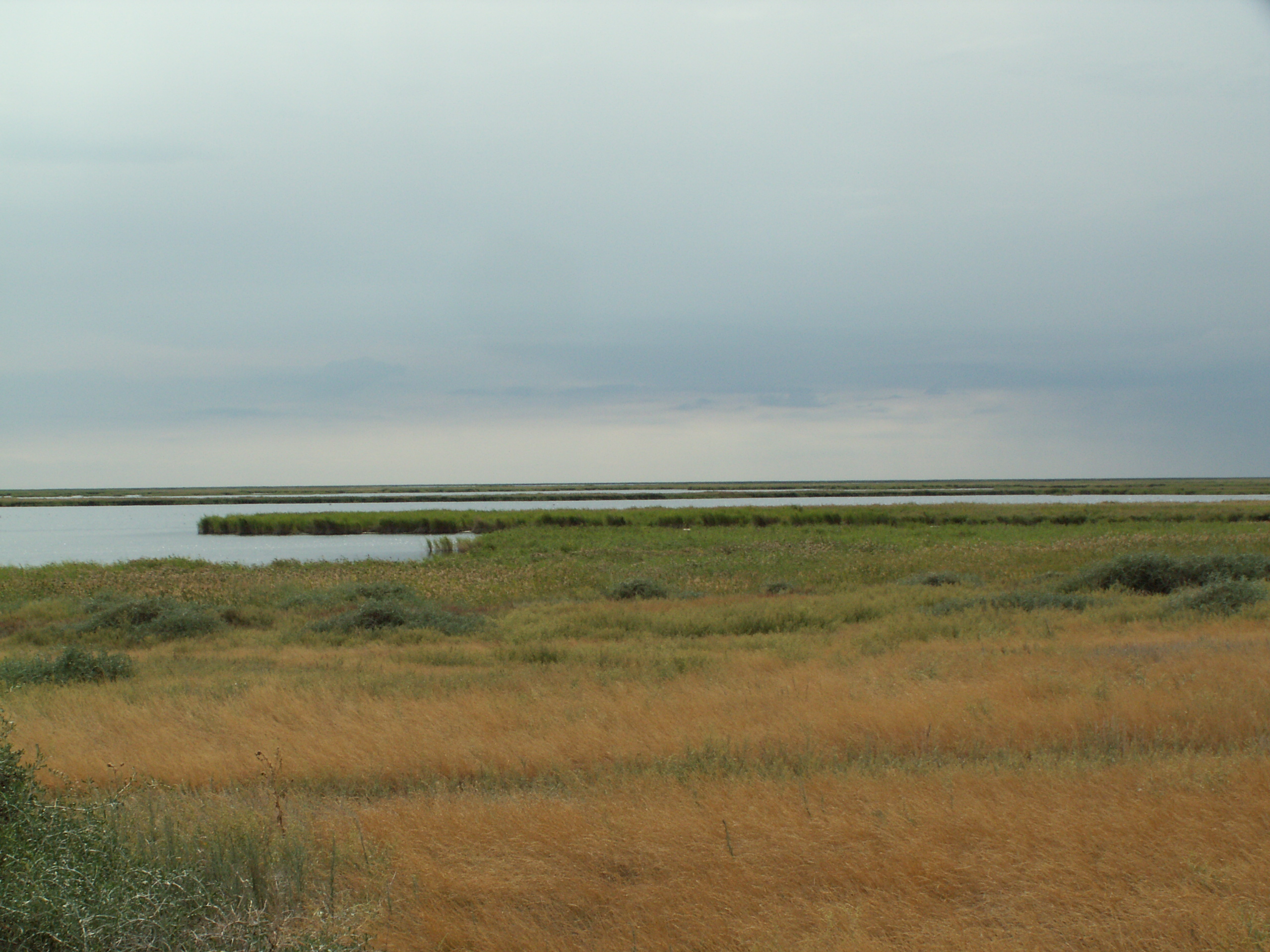
Reserva natural de Korgalzhinskiy

En Kazajistán hay 109 áreas protegidas, que ocupan unos 90.000 km², el 3.3% de los 2.719.828 km² del país. Hay también 1.250 km² de área marina protegida, el 1% de los 119.085 km² que pertenecen al país. En este conjunto, hay 1 parque nacional (Kokxetau), 26 reservas naturales estatales, 64 zakaznik (un tipo de área protegida de la época de la Unión Soviética), 3 parques naturales nacionales, 2 zonas protegidas estatales y 1 jardín botánico experimental.

## Parques y reservas nacionales

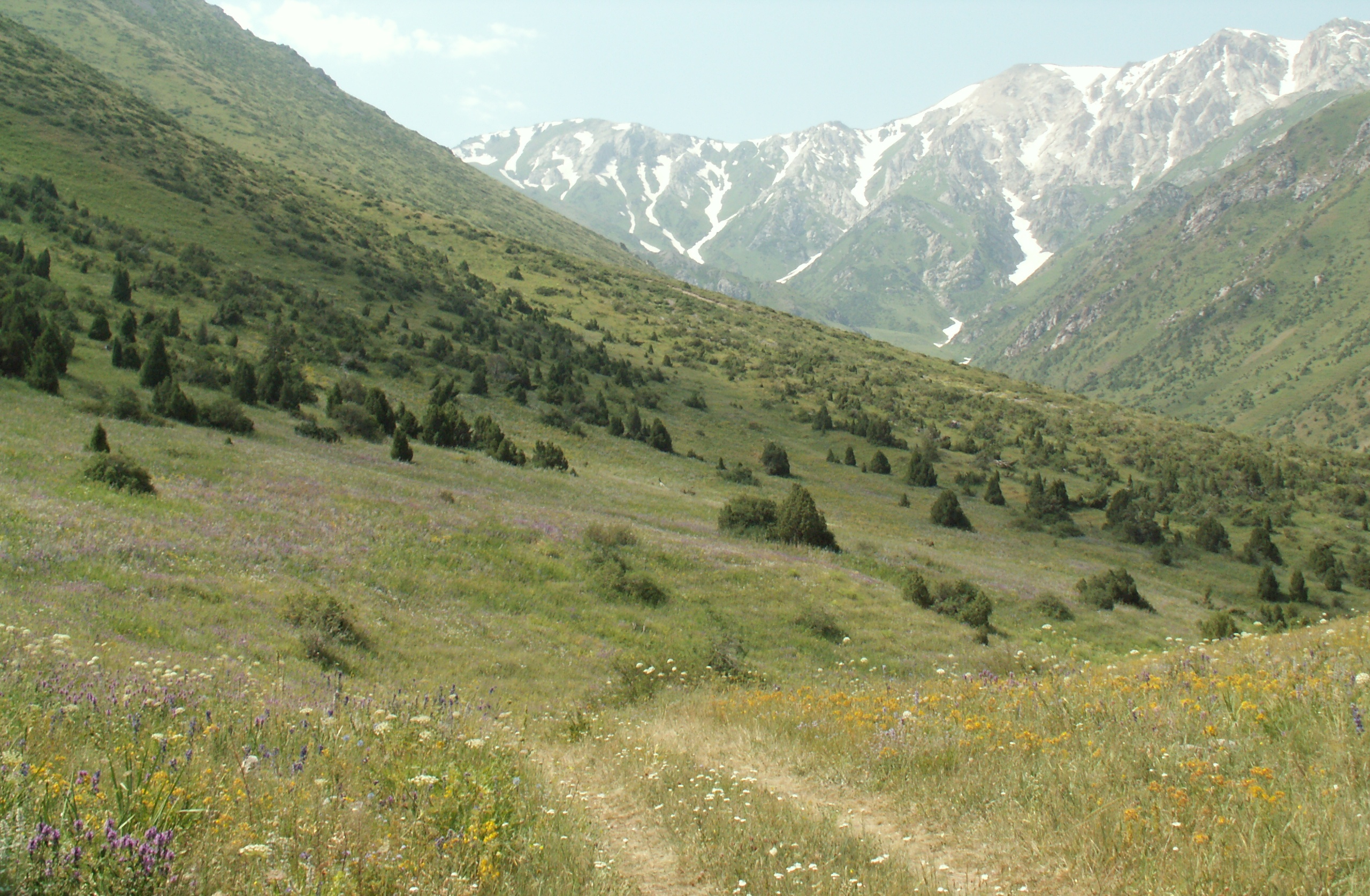
Reserva natural de Aksu Zhabagly

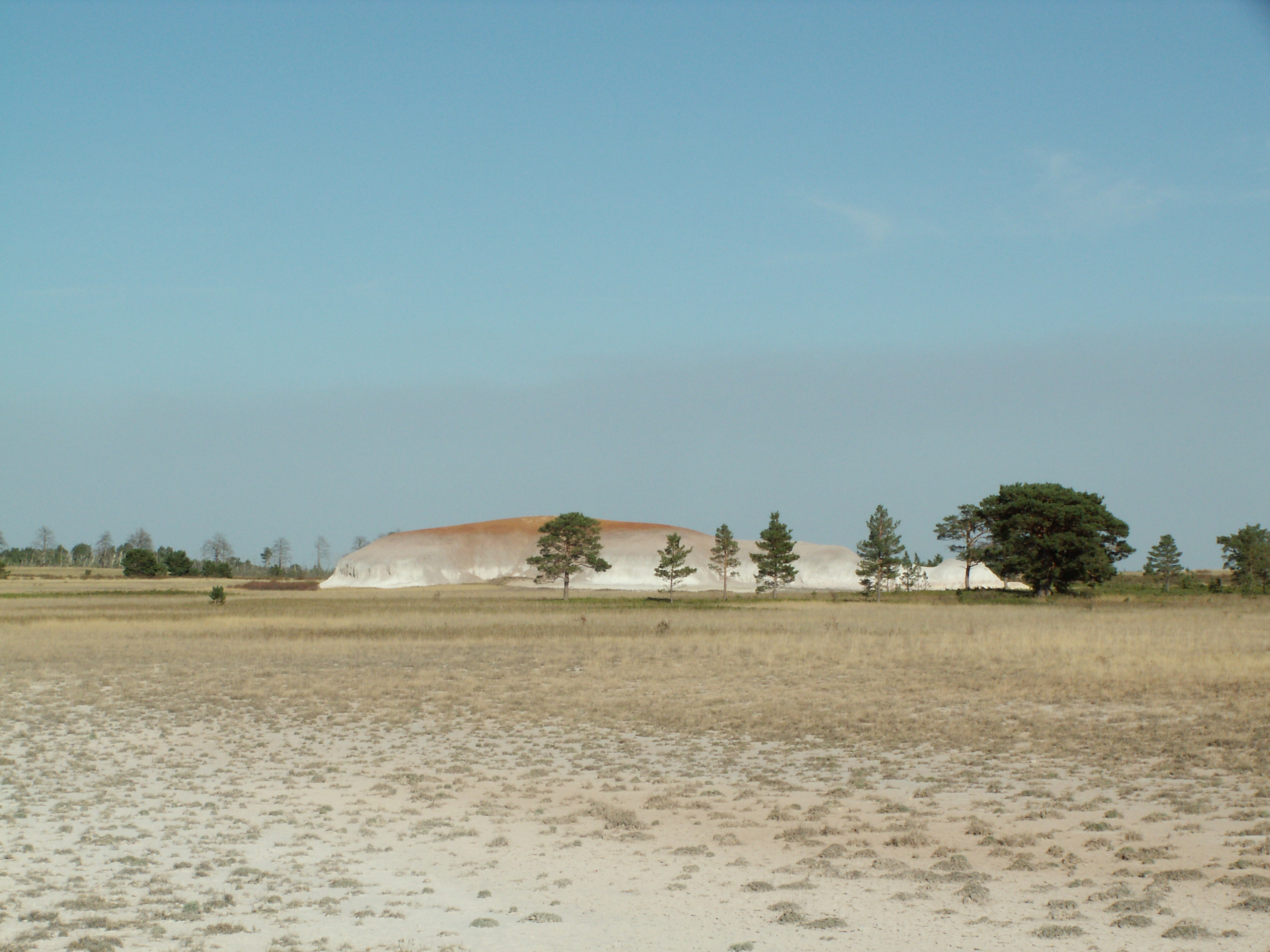
Reserva natural de Naurzum

- Parque nacional de Kokxetau, 1.821 km², en las tierras altas del norte de Kazajistán, zona de transición entre la taiga siberiana y las estepas meridionales, una isla de bosques, lagos y montañas rodeadas de estepas. A 45 km al oeste de la ciudad de Kokshetau. Cubre una parte boscosa al oeste del lago Zerenda; otra parte de las llanuras de Melkosopochnik, con emergencias de granito y esquisto, además de un área recreativa junto al lago Shalkar, y otras de zonas montañosas con bosques protegidos de pinos. Abundancia de corzo siberiano.[2]

- Reserva natural de Naurzum, unos 3.077 km², dentro del sitio de Saryarka, en las estepas del norte de Kazajistán. Estepa, matorral y semidesierto, con algún bosque de pino, abedul y álamo. Entre la fauna, zorros, lobos, linces, corzo siberiano, marmota de las estepas.

- Reserva natural de Korgaldzhin, unos 5.432 km² de estepas, lagos y desierto, forma parte de la estepa norte de Kazajistán, en Saryarka.

- Reserva natural de Aksu-Zhabagly, 1.319 km², montañas occidentales del Talasskiy Alatau, al oeste del Thien Shan, en la frontera con Kirguistán. Entre 1.100 y 4.236 m de altitud en el pico Sayram. Los ríos Aksu y Baldyrbek fluyen hacia el Sir Daria. Bosques de enebros y praderas en las vertientes, sauces y abedules en los valles. Se encuentra el oso pardo del Himalaya, el leopardo de las nieves (aunque es raro) puercoespines y marmotas.

- Reserva natural de Barsa-Kelmes, 300 km². En el mar de Aral, en la isla de Barsa-Kelmes, 'el lugar del no retorno', de 133 km².

- Reserva natural de Ustyurt, 2.230 km². Sudoeste, cerca de Turkmenistán y Uzbekistán. Desierto que incluye la montaña de Sherkala. Temperaturas extremas, lluvias escasas, lobos, chacales y gacelas, hurones y comadrejas.

- Reserva natural de Karatau, 343 km². En las montañas Karatau, al norte del río Sir Daria. Argalí, garduña y puerco espín de la India.

## Sitios Ramsar y otras zonas avícolas
En Kazajistán hay 10 sitios Ramsar que cubren un total de 31.885 km². Por su parte, BirdLife International reconoce 127 IBAs (áreas de importancia para las aves) que cubren un total de 154.147 km². Hay 438 especies de aves de las que 27 son especies amenazadas. La organización encargada de la protección de las aves en el país es la ACBK (Association for the Conservation of Biodiversity in Kazakhstan).
Los sitios Ramsar más destacables son: 
- Lagos del bajo Turgay e Irgiz, 3.480 km², 48°42′N 62°11′E, conjunto de humedales al nordeste del mar de Aral, en el norte de Kazajistán. Forma parte de una reserva natural que incluye estepa, semidesierto, lagos y humedales afectada durante años por el sobrepastoreo, la agricultura y la pesca comercial. Se encuentra el antílope saiga y más de 100 especies de aves.[5]

- Mar de Aral Norte y delta del río Sir Daria, 3.300 km², 46°21′N 61°00′E. Incluye la bahía de Saryshyganak y las bocas del río Sir Daria, con diversos lagos al norte de la depresión del Aral. Importante para los esturiones. Zona de cría de aves como el somormujo lavanco y la cigüeñuela común. Gracias a los esfuerzos para recuperar el mar de Aral, se están salvando las pesquerías y los humedales crecen.

- Delta del río Ural y costa adyacente del mar Caspio, 1.115 km², 46°58′N 51°45′E. Orilla norte del mar Caspio, oeste de Kazajistán, humedales costeros e interiores de agua dulce. Hay 13 especies amenazadas de la Lista Roja de la IUCN.

- Sistema lacustre Kulykol-Taldykol, 83 km², 51°23′N 61°52′E.[6] Lagos esteparios que se salinizan en época seca. Grulla siberiana. abundan el cisne blanco, el ánade real y la cerceta carretona. En el río Ural se encuentran esturiones, y además 76 especies de peces, 20 de reptil, 292 de aves y 48 de mamíferos.[7]

- Sistema lacustre Zharsor-Urkash, 412 km², 51°19′N 62°44′E. Grupo de lagos rodeados de estepas en la depresión de Sypsynagash , en el noroeste de Kazajistán. Se extiende a lo largo de 160 km entre la meseta de Zauralye y la cuenca del río Turgay. El lago Zharsor tiene 600 ha y el lago Urkash, 1.150 ha. Destaca por la presencia de grulla siberiana, además de otras grullas, gansos y correlimos.[8]

- Sistema del lago Naurzum, 1.397 km², 51°29′N 64°18′E. Forma parte de la reserva natural de Naurzum y esta a su vez de Saryarka, estepas y lagos de las tierras altas del norte de Kazajistán que forman parte del patrimonio de la humanidad. Hay unos 26 lagos donde anidan la grulla siberiana y otras 23 especies amenazadas, como el ánsar chico y la barnacla cuellirroja. Abundan cisnes y patos, unas 158 especies y por aquí pasan centenares de miles de aves migratorias.[9]

- Sistema lacustre Koibagar-Tyuntyugur, 580 km², 52°39′N 65°45′E. Norte del país, en una zona muy cultivada con carrizales, aguas abiertas y zonas inundables, importante para los Anseriformes, de los que se hallan hasta 500.000 en otoño. Hay 13 especies incluidas en la Lista Roja de la IUCN, como la grulla siberiana y la avefría sociable. Los lagos se usan para la pesquería.

- Lagos Korgaldzhin y Tengiz, 2.605 km², 50°25′N 69°15′E. Forma parte de la reserva natural de Korgaldzhin, y esta de la Saryarka, en las tierras altas del norte. Islas rodeadas de juncos, con grandes colonias de flamenco rojo y de pelícano ceñudo, así como las mayores concentraciones de malvasía cabeciblanca.[10]

- Delta del río Ilí y sur del lago Baljash, 9.766 km², 45°36′N 74°44′E. Delta interior en un lago de Asia Central que mantiene 10 tipos de humedales entre lagos de agua dulce, ríos, arroyos, riachuelos, con más de 400 especies de plantas de desierto y cerca de  350 especies de fauna, con especies amenazadas como la gacela persa, el turón búlgaro, la malvasía cabeciblanca, la barnacla cuellirroja y el esturión Acipenser nudiventris o el pelícano ceñudo. Amenazada por el embalse de Kapchagay en el río Ilí.

- Sistema lacustre Alakol-Sasykkol, 9.146 km², 46°16′N 81°32′E. El lago Alakol, 2650 km², endorreico, y el lago Sasykkol o lago podrido, 600 km², en el sudeste de Kazajistán, a casi 200 km al este del lago Baljash, alimentados por más de 500 ríos, son el hábitat de 342 especies de aves, rodeados de un paisaje montañoso con cinco tipos de vegetación: desierto, pradera, bosque, pradera acuática y matorral. Los grandes lagos son importantes para la pesca local.